# 腋天竺鯛
腋天竺鯛（學名：Apogon axillaris），為輻鰭魚綱鈎頭魚目天竺鯛科天竺鯛屬的其中一個種。

## 分布
本魚僅發現於聖赫勒拿島及阿森松岛海域。

## 深度
水深4至35公尺。

## 特徵
本魚體長圓而側扁，頭大、眼大。體呈鮮紅色，側線明顯，其最明顯的特徵是胸鰭基底具一黑色斑點。尾鰭略凹入，體長可達15公分。

## 生態
本魚白天多躲藏於岩洞中。夜間外出覓食底棲性無脊椎動物。繁殖期時，雄魚會將卵置於口中孵化，由雄魚吐出仔魚，具短暫的仔魚飄浮期。

## 經濟利用
不具經濟價值。